# 変分法 (解析力学)
変分法（へんぶんほう、英: Variational method, Calculus of variations）とは、関数を取り値を返す対応である汎関数についての微分にあたる手法を言う。オイラーとラグランジュらによって導入された。
解析力学における重要な方程式は最小作用の原理を元に変分法を用いて導出される。

## 変分法を使った原理
- フェルマーの原理
- 最小作用の原理
- ディリクレの原理

## 変分法を使った計算例
例えば、物性物理学について考えてみよう。多体問題において多体の波動関数を使って固有値問題を解析的かつ厳密に解くことは困難であり、何らかの近似法を用いて解かれる。その近似手法の一つに変分法がある。
ある多体系において、規格化、直交性などの条件の下で任意に選んだ試行関数（変分関数とも言う。ここでは多体の波動関数）を Ψtrial とする。試行関数はいろいろな選び方があるがここでは、Ψtrial は、系を記述する厳密な固有関数（波動関数）Ψi の展開で記述できるとする。
{\displaystyle \Psi _{\mathrm {trial} }=\alpha _{0}\Psi _{0}+\alpha _{1}\Psi _{1}+\alpha _{2}\Psi _{2}+\cdots }
ここで、Ψ0 を基底状態の固有関数とする。また、Ψ1, Ψ2, ... は励起状態の固有関数である。系のハミルトニアンを H として、H に対する Ψi に対応する固有値を Ei とすると、試行関数 Ψtrial の固有値 Etrial は、
{\displaystyle \left\langle \Psi _{\mathrm {trial} },H\Psi _{\mathrm {trial} }\right\rangle =E_{\mathrm {trial} }}
であり、
{\displaystyle {\begin{aligned}E_{\mathrm {trial} }&=\sum _{i}{\overline {\alpha }}_{i}\alpha _{i}\left\langle \Psi _{i},H\Psi _{i}\right\rangle \\&=\sum _{i}|\alpha _{i}|^{2}E_{i}\\&\geq E_{0}\end{aligned}}}
となる。この時、試行関数の固有値は、必ず基底状態の固有値 E0（これがこの場合の厳密解）に等しいかエネルギー的により高い値となる。そして、展開係数である αi を調節して Etrial の最小値（最適値）Eopt を求める。これが試行関数を使った変分法の手順である。この場合の最適値 Eopt も、真の固有値 Eexact (= E0) に対し、
{\displaystyle E_{\mathrm {opt} }\geq E_{\mathrm {exact} }}
となる。これが満たされない場合、その変分計算は正しくない。以上では、試行関数は厳密解としての Ψ0 を含むという特殊な場合である。実際の計算では厳密解が得られない場合がほとんどである。尚、以上に出てくる固有値は、系の全エネルギーと置き換えて考えても良い。変分法の結果の良し悪しが、試行関数の選び方に強く依存する場合がある。
試行関数の具体例としては、スレーター行列式を使い、個々の一粒子波動関数を最適化するものや、試行関数にジャストロウ型波動関数を使い量子モンテカルロ法を使って最適値を求めたりする。量子化学的手法やバンド計算も変分法が使われており、様々な場面で利用されている。
試行関数を使用しない変分法も存在する。

### ヘリウム原子の基底状態
ヘリウム原子は、質量M ≫ mと電荷 +2eの実質的に固定された核の周りの、質量電荷mと電荷 −eを持つ2個の電子から構成される。微細構造を無視したハミルトニアンは、
{\displaystyle H=-{\frac {\hbar ^{2}}{2m}}(\nabla _{1}^{2}+\nabla _{2}^{2})-{\frac {e^{2}}{4\pi \epsilon _{0}}}\left({\frac {2}{r_{1}}}+{\frac {2}{r_{2}}}-{\frac {1}{|\mathbf {r} _{1}-\mathbf {r} _{2}|}}\right)}
となり、ħは換算プランク定数、ε0は真空の誘電率、 ri (for i = 1, 2) は核からのi番目の電子の距離、 |r1 − r2| は2つの電子間の距離である。
2つの電子間の反発を表わす項 Vee = e2/(4πε0|r1 − r2|) が考慮されなければ、ハミルトニアンは核電荷 +2eを持つ2つの水素様原子のハミルトニアンの和となる。基底状態エネルギーはその結果8E1 = −109 eVとなり（E1はリュードベリ定数）、その基底状態波動関数は水素様原子の基底状態に対する2つの波動関数の積となる。
{\displaystyle \psi (\mathbf {r} _{1},\mathbf {r} _{2})={\frac {Z^{3}}{\pi a_{0}^{3}}}e^{-Z(r_{1}+r_{2})/a_{0}}}
上式において、a0はボーア半径、Z = 2はヘリウムの核電荷である。ψ0によって記述されるこの状態の全ハミルトニアンH（項Veeを含む）の期待値はその基底状態エネルギーについての上界となる。<Vee> は −5E1/2 = 34 eV あるため、<H> は8E1 − 5E1/2 = −75 eV。
より厳格な上界は、「調節可能な」パラメータを持つより良い試行波動関数を用いることによって見出すことができる。個々の電子はもう一方の電子によって部分的に「遮蔽された」核電荷を見ていると考えることができるため、「有効」核電荷Z < 2と等しい試行波動関数を用いることができる。この状態におけるHの期待値は
{\displaystyle \langle H\rangle =\left[-2Z^{2}+{\frac {27}{4}}Z\right]E_{1}}
である。これはZ = 27/16で最小となる。遮蔽は有効電荷を ~1.69に減少させる。このZの値をHについての式へ代入することで、実験値 −78.975 eVの2%以内の729E1/128 = −77.5 eVが得られる。
このエネルギーのより近い推定値も、より多くのパラメータを持つより複雑な試行波動関数を用いて見出されている。これは物理化学において変分モンテカルロ法を用いて成される。